# Route nationale 322
Die Route nationale 322, kurz N 322 oder RN 322, war eine französische Nationalstraße, die 1933 zwischen Meulan und Mareuil-sur-Ourcq festgelegt wurde. 1973 erfolgte die Verkürzung auf den Abschnitt zwischen Saint-Ouen-l’Aumône und Mours.

## N322d
Die N322D war von 1974 bis 1978 ein Seitenast der N322, der von dem Autobahnanschluss der N184D an die A15 südlich um Saint-Ouen-l’Aumône herum zur N322 verlief. Die Straße wurde durch Verlängerung der N184 in diese integriert.